# イカゲームを現実世界で再現してみた!
『イカゲームを現実世界で再現してみた!』（イカゲームをげんじつせかいでさいげんしてみた!、原題: $456,000 Squid Game in Real Life!）は、「MrBeast」として知られるアメリカのYouTuber、ジミー・ドナルドソンが2021年11月24日にYouTubeで公開した動画。2021年にNetflixで公開された韓国ドラマ『イカゲーム』に登場するゲームを再現するという内容である。
ドナルドソンは2021年10月にこの動画の製作を開始した。動画にかかった費用は350万ドルで、そのうち200万ドルはセットや制作に使用され、150万ドルは出場者への賞金として支払われた。費用のうち一部は、フィンランドのゲーム開発会社であるSupercellがスマホゲーム『ブロスタ』のプロモーションのために提供した。ドナルドソンは『イカゲーム』のセットのうち複数を再現した。動画では『イカゲーム』と同様に、456人の出場者がゲームで争い、最後に1人だけが残った。
動画が公開されると再生回数はすぐに1億回を超え、ショート動画を除き、MrBeastの動画の中で最も再生された動画となった。2024年4月現在、6億回以上の再生回数を記録している。メディアはドナルドソンのセットが正確に再現されていることを称賛したが、評論家の中には、動画は独創性に欠け、『イカゲーム』の反資本主義的なテーマを誤解していると考える者もいた。

## 背景

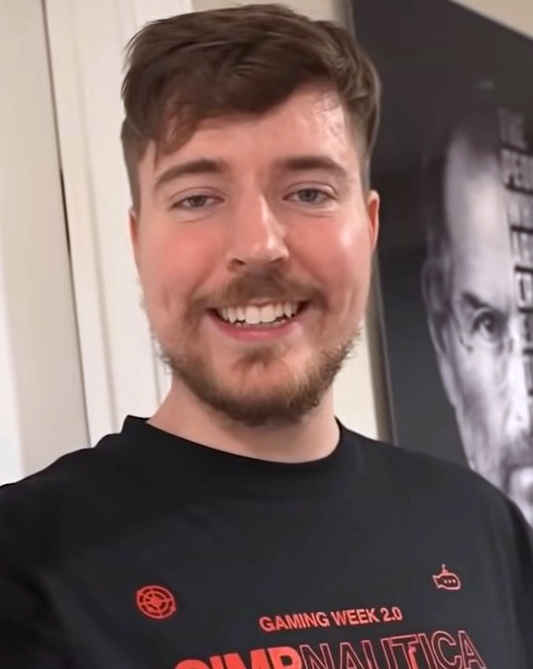
ジミー・ドナルドソン（2021年）

『イカゲーム』はファン・ドンヒョクが企画し、2021年にNetflixで公開された韓国ドラマである。このドラマはデスゲームを舞台としており、456人の借金を抱えた出場者が多額の賞金を獲得するために、伝統的な子供の遊びで命を懸けて争うという内容である。『イカゲーム』は評論家から高く評価され、公開後1か月間の視聴回数は、Netflixの全番組の中で1位となった。2021年11月、TheGamerのジョシュ・クールソンは『イカゲーム』を「世界的な現象」と言い表した。
ジミー・ドナルドソンは2012年にYouTubeチャンネル「MrBeast」を開設した。多額の費用で行われることが多い大胆なチャレンジや慈善活動により、チャンネルは2017年に人気が上昇した。『イカゲームを現実世界で再現してみた!』が公開された時点で、MrBeastのチャンネル登録者数は7600万人を超え、登録者数の多いYouTubeチャンネルのうちの1つとなった。

## 製作
2021年10月11日、ドナルドソンはTikTokに投稿した動画の中で、この動画が1000万件のいいねを獲得したら『イカゲーム』を再現すると述べた。その後、動画には10月14日までに1630万件を超えるいいねが寄せられた。『イカゲームを現実世界で再現してみた!』の製作は10月中旬に始まった。ドナルドソンはYouTuberのウィリアム・オスマンを雇い、オスマンは出場者が脱落した際に血糊が破裂する装置を作るエンジニアチームを率いた。オスマンは3週間で500個の装置を納品するように伝えられた。
『イカゲームを現実世界で再現してみた!』の製作費は350万ドルであった。動画はスマホゲーム『ブロスタ』のプロモーションのため、Supercellがスポンサーとなり、資金の一部を提供した。予算のうち200万ドルはセットや制作に使用され、残りの150万ドルは出場者への賞金となった。『ロサンゼルス・タイムズ』のマット・ピアースは、『イカゲーム』の製作費が画面上で1分あたり約4万3500ドルであるのに対し、この動画の製作費は画面上で1分あたり13万4600ドルであると指摘した。ドナルドソンは出場者のベッドルーム、綱引きの舞台、屋内の遊び場など、『イカゲーム』のセットを複数再現した。ポストプロダクションの一部は、VFX会社の SoKrispyMedia によって行われた。

## 動画内容

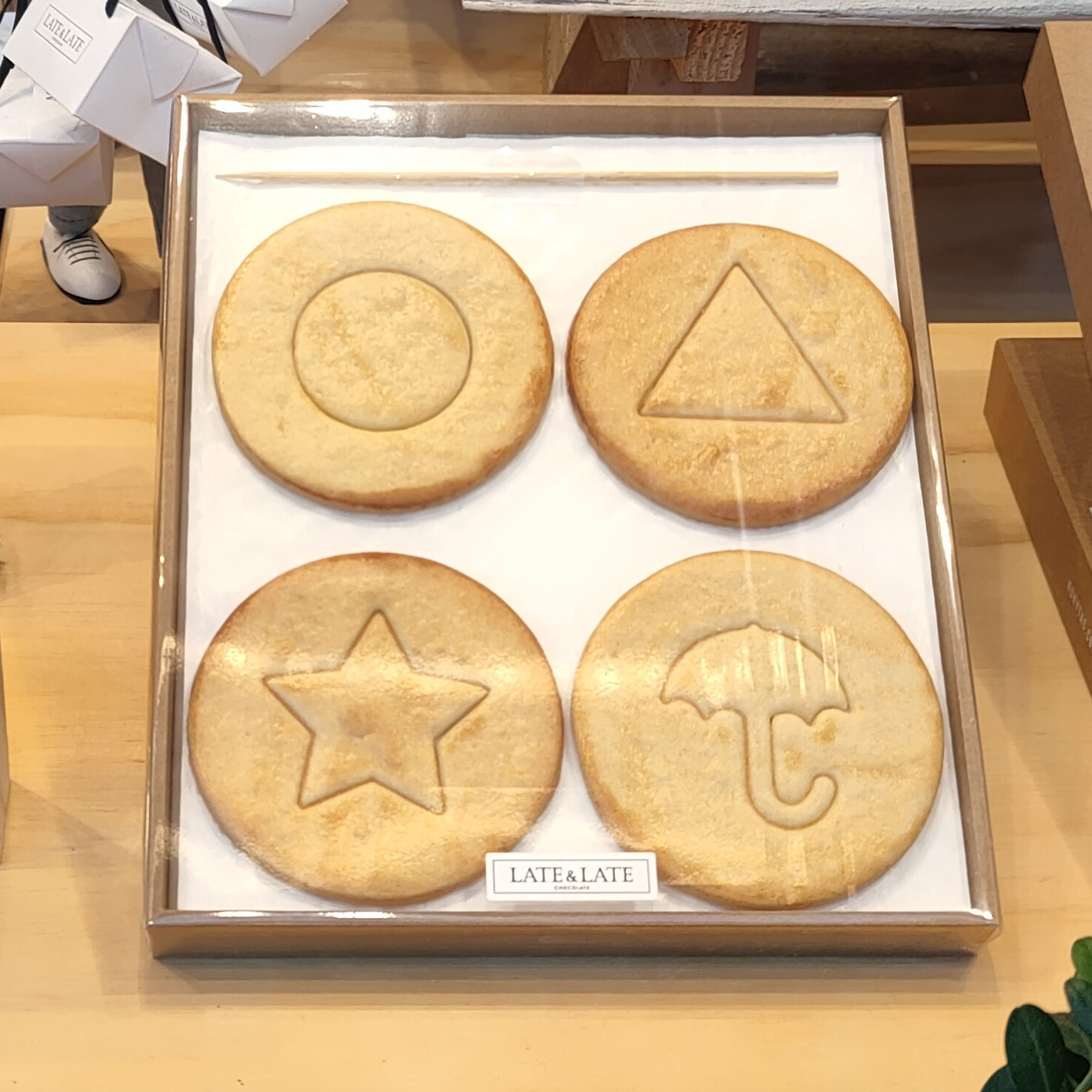
ゲームで使用された韓国のキャンディであるタルゴナ

PC Gamerによると、『イカゲームを現実世界で再現してみた!』は『イカゲーム』をベースにした再現であって、パロディを意図したものではないという。456人の出場者はドラマを再現した一連のゲームで争い、それぞれのゲームで出場者の数は減っていった。ゲームは順番に、だるまさんがころんだ、タルゴナを用いたカタヌキ、綱引き、ビー玉ゲーム、タクチ、飛び石ゲーム、椅子取りゲームである。ドラマのゲームとは異なる点もあり、例えば、ドラマではタクチで勝負をするシーンはあったものの、ゲームのラウンドには含まれていなかった。また、最終ラウンドではドラマのタイトルであるイカゲームではなく、椅子取りゲームが行われた。ドラマでは脱落者への狙撃が行われたのに対して、動画では脱落すると腹部に取り付けられた装置が遠隔操作で破裂し、少なくとも2000ドルが与えられた。最終的に079番の出場者が勝者となり、45万6000ドルを獲得した。

## 反響・評価
動画は2021年11月24日にMrBeastのYouTubeチャンネルで公開された。動画は公開から3日以内で1億回以上再生され、すぐにMrBeastのチャンネルで最も再生された動画となった。『ブロスタ』は動画の公開から6日以内でダウンロード数が41%増加し、収益は54%増加した。2021年のゴッサム賞でインタビューを受けた『イカゲーム』の監督のファン・ドンヒョクはこの動画に反応し、「とても気に入りましたし、ドラマの宣伝にも役立ったので、他の方々にもやっていただきたいです」と述べた。CNETのジェニファー・ビセットはこの再現を「恐ろしいほどリアルに見える」と言い表し、PolygonやVICE Newsのジャーナリストは「完璧」だと述べた。リアリティ番組編集者のキャサリン・グリフィンは動画のスタイルと長さをリアリティ番組に例えたが、編集者のクレジットがないことには不満を示した。スクリーン・ラントのチャールズ・キャメロンは動画が忠実に再現されていることを称賛し、「見事なオマージュ」であるとしたが、プロダクトプレイスメントの使用については「没入感が台無しになる」と批判した。
『イカゲームを現実世界で再現してみた!』の再生回数がNetflixの『イカゲーム』の再生回数を超えると、YouTubeの元クリエイター・プロダクト・マーケティング責任者のジョン・ユーシェイはTwitterで称賛した。ユーシェイは、この動画は『イカゲーム』よりも再生回数が多く、製作時間が短く、「ゲートキーパーが少ない」ことが「クリエイター経済の見込み」があることを実証していると記した。この投稿はテレビドラマの制作とYouTube動画の制作の違いを無視し、『イカゲーム』のクリエイターに対するドナルドソンの恩義を考慮していないとして、メディアやインターネット上のユーザーから批判され、ユーシェイは最終的に投稿を削除した。ユーシェイへの返信としてクリエイター経済の概念を批判したTechCrunchのアマンダ・シルバーリングは、高額な予算の動画を制作するクリエイターは、視聴者が制作の価値や真新しさに対して「鈍感にならないように」するために予算を増やし続ける必要があると指摘した。ドナルドソンは動画において「わずかな利益」を上げていると述べているが、シルバーリングはこのような費用の増加は持続できないとして、「この動画の成功はドナルドソンよりも、YouTubeや、あるいはNetflixにとって良いニュースなのかもしれない」と記した。VICE Newsのギータ・ジャクソンとPolygonのフセイン・ケスバニは、この動画をYouTubeの根本的な問題の典型、つまりリアクション動画のような、他人の作品から利益を得る派生的で独創性のないコンテンツであると見なした。ケスバニはこの動画を「クリエイター経済の論理的帰結」であると述べた。
ドナルドソンは一部のジャーナリストやインターネット上のユーザーから、『イカゲーム』の反資本主義のテーマを誤解しているとして批判された。ジャクソンは、この動画は「ひねくれた」もので、「人々がお金をめぐって必死に争うのを楽しむためだけに見るという、悪人の究極の欲望を再現したもの」と見なした。シルバーリングは、出場者は脱落の際に罰を受けるリスクがなかったため、動画には「感情的な奥深さや不安」がなかったと述べている。PC Gamerのタイラー・ワイルドは、動画の予算が多額であるという批判を踏まえて、「YouTubeの動画と賞金に350万ドルを費やすことは良くないが、Netflixの番組に2140万ドルを費やすのは良いことだと断言することは難しい」と認め、この動画を「実際の銃撃を行わずにできる正確な再現」だと考えた。
『ロサンゼルス・タイムズ』のマット・ピアースはドラマと動画のスタイルの違いとして、『イカゲーム』の「高尚な社会的論評」を「陽気で派手な慈善活動というMrBeastの独自のスタイル」に置き換えられていることなどを説明した。ピアースは、カット数の多さ、BGMの変化、効果音やグラフィックといったアメリカのリアリティ番組のスタイルを全体にわたって使用した「物語の効率」を指摘した。ドナルドソンの他の動画と同様に、この動画もクリックベイト・マーケティングと「並外れてばかげた」前提を使用して動画の視聴を促しており、TechCrunchのアマンダ・シルバーリングは、このスタイルについてドナルドソンが「開拓し、完成させた」ものだとしている。